# Anvelopa
Anvelopa (fr. enveloppe), vanjski dodatak tvrđavske ograde u vidu bedema, koji je obuhvaćao jedan ili više frontova, radi zaštite eskarpe glavnog bedema od rušećeg djelovanja napadačevog topništva i maskiranja topništva branitelja. Anvelope se prvi put pojavljuju u Nizozemskoj, u 17. stoljeću, gdje se odvojeni vanjski dodatci, kontragarda i kuvrfasa povezuju u novi neprekidni bedem. Ako je bilo više anvelopa dobivale su brojne nazive počevši od glavnog bedema.

| Crteži primjera fortifikacijske škole | Naziv fortifikacijske škole | Tumačenje djelova bastionske trase |
| ------------------------------------- | --------------------------- | --- |
|                                       | Razvijeni bastionski front  | A – odvojeni bastioni B – bastion C – kavalir D – tenalija E – kofr F – ravelin G – kontragarda F i G – anvelopa H – glavni rov J – glasija K – skriveni put i zborišta s vatrenim položajima |
|                                       | Novonizozemska              | A – zborište B – kontragarda C – ravelin D – bastion |